# Paolo Origo
Paolo Carlo Francesco Origo , né le 12 mars 1840 à Milan en Italie et mort le 23 novembre 1928 à Mantoue en Italie, est un évêque catholique italien du XXe siècle. 

## Biographie
Après ses études au séminaire, Paolo Origo fut ordonné prêtre le 15 août 1862. Quelques années plus tard, il est nommé évêque de Mantoue le 18 mars 1895 en succédant Giuseppe Sarto, le futur pape Pie X.
Il meurt le 23 novembre 1928 à l'âge de 88 ans, dans ses fonctions d'évêque et fut enterré dans la cathédrale de Mantoue. MgrAgostino Menna lui succède à la tête de l'évêché de Mantoue.